# Abdoulay Diaby
Abdoulay Diaby (Nanterre, 21 maggio 1991) è un calciatore maliano con cittadinanza francese, attaccante o ala svincolato.

## Carriera

### Club
Il giocatore di origine maliana ha esordito in Ligue 2 con il CS Sedan, per poi passare al LOSC Lille nel 2013. Dal 2013 alla prima metà della stagione 2014-2015 il Lille lo ha girato in prestito al Mouscron-Péruwelz (dove ha segnato nella stagione 2014-2015 12 reti in 21 partite) e poi è ritornato in Francia.
A fine stagione, il 22 maggio 2015 l'attaccanta di origine maliana ha firmato un contratto quadriennale con il Club Bruges.
Il 21 agosto 2018 si trasferisce a titolo definitivo allo Sporting Lisbona. Realizza il primo gol con la maglia dei Leões il 24 novembre successivo in occasione della vittoria esterna per 4-1 in Taça de Portugal contro il Lusitano FC. Il 29 novembre mette a referto una doppietta nel tennistico 6-1 rifilato al Qarabağ.
Il 5 ottobre 2020 viene ceduto in prestito al Getafe.

### Nazionale
Ha esordito in nazionale nel 2014.

## Palmarès

### Club

#### Competizioni nazionali
- Campionato belga: 2

Club Bruges: 2015-2016, 2017-2018
- Supercoppa del Belgio: 2

Club Bruges: 2016, 2018
- Coppa di Lega portoghese: 1

Sporting Lisbona: 2018-2019
- Coppa del Portogallo: 1

Sporting Lisbona: 2018-2019
- Supercoppa degli Emirati Arabi Uniti: 1

Al-Jazira: 2021

### Individuale
- Capocannoniere della Coppa del mondo per club FIFA: 1

2021 (2 gol, a pari merito con Ibrahim, Lukaku e Veiga)